# Драммин
Драммин (англ. Drummin; ирл. An Dromainn) — деревня в Ирландии, находится в графстве Мейо (провинция Коннахт).
Расположенный рядом с горой Кроу Патрик, Драммин известен своими пейзажами и постоянным обсуждением золота.